# Decapitació de Sant Baldiri
La Decapitació de Sant Baldiri és una pintura gòtica de Lluís Dalmau de mitjans del segle xv que es va fer per formar part de l'antic retaule major gòtic de l'església de Sant Boi de Llobregat i es conserva al MNAC des del 2017.

## Autor
Fins a finals del segle XX l'única obra atribuïda al pintor reial Lluís Dalmau era el Retaule de la Mare de Déu dels Consellers, on s'aprecia la influència dels models de Jan van Eyck. I és que Alfons el Magnànim el 1431 va fer viatjar Dalmau a Flandes, on va estar diversos anys i va poder conèixer l'art dels primitius flamencs. Entre el segle XX i el segle XXI se li ha atribuït l'autoria d'un compartiment del Retaule de Sant Baldiri de Sant Boi de Llobregat. És una de les poques obres que es conserven del pintor. La Decapitació de Sant Baldiri és posterior que la Mare de Déu dels Consellers i permet estudiar l'evolució del pintor.

## Descripció
Obra de clara influència flamenca, mostra el moment en què el diaca Baldiri de Nimes és decapitat davant de l'emperador Julià, després de la tortura per rebutjar fer sacrificis als Déus romans. La llegenda indica que el seu cap va caure, va rebotar tres cops a terra, i de cadascun dels tres llocs que van rebre l'impacte en va sorgir una font, tal com mostra la taula. Les tres persones que apareixen són pelegrins curats per l'aigua de les fonts, en concret un cec que hi veu, un lacerat que es cura i un coix que pot caminar. Al costat de la llança hi ha unes formes que podrien representar el fruit del llorer, molt vinculat amb Sant Baldiri.

## Història
El retaule procedeix de l'antic retaule major gòtic de l'església parroquial de Sant Boi de Llobregat. L'obra era conservada en una col·lecció privada fins que el MNAC la va adquirir el 2017 amb 125.000 euros de la Fundació Palarq.